# ناتیا اسکرتلادزه
ناتیا اسکرتلادزه (انگلیسی: Natia Skhirtladze؛ زادهٔ ۳ مارس ۱۹۹۰) بازیکن فوتبال اهل گرجستان است.
وی همچنین در تیم ملی فوتبال Georgia بازی کرده‌است.